# Ekō-in

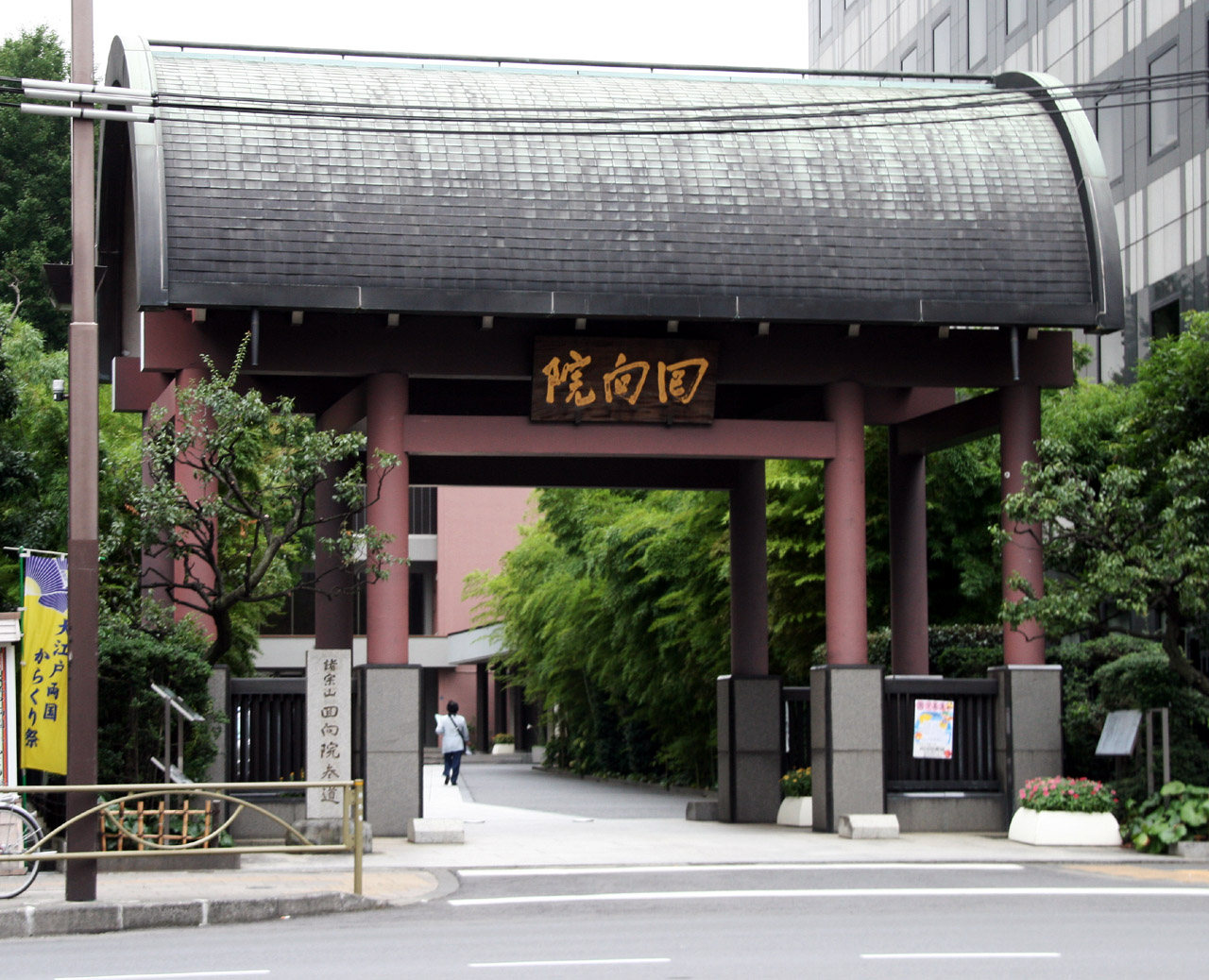
Heutiges Eingangsportal zum Ekō-Tempel

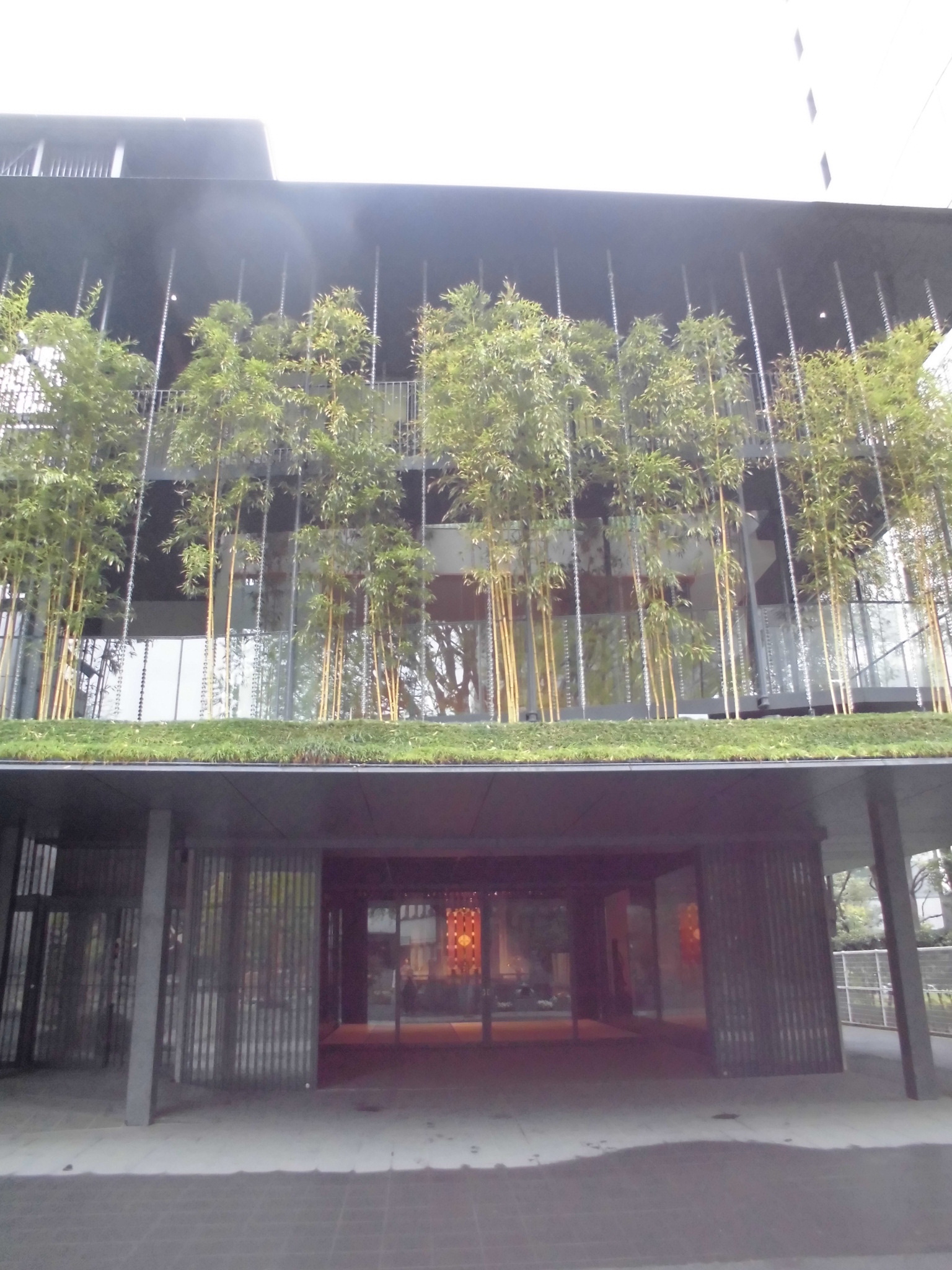
Nenbutsu-Halle

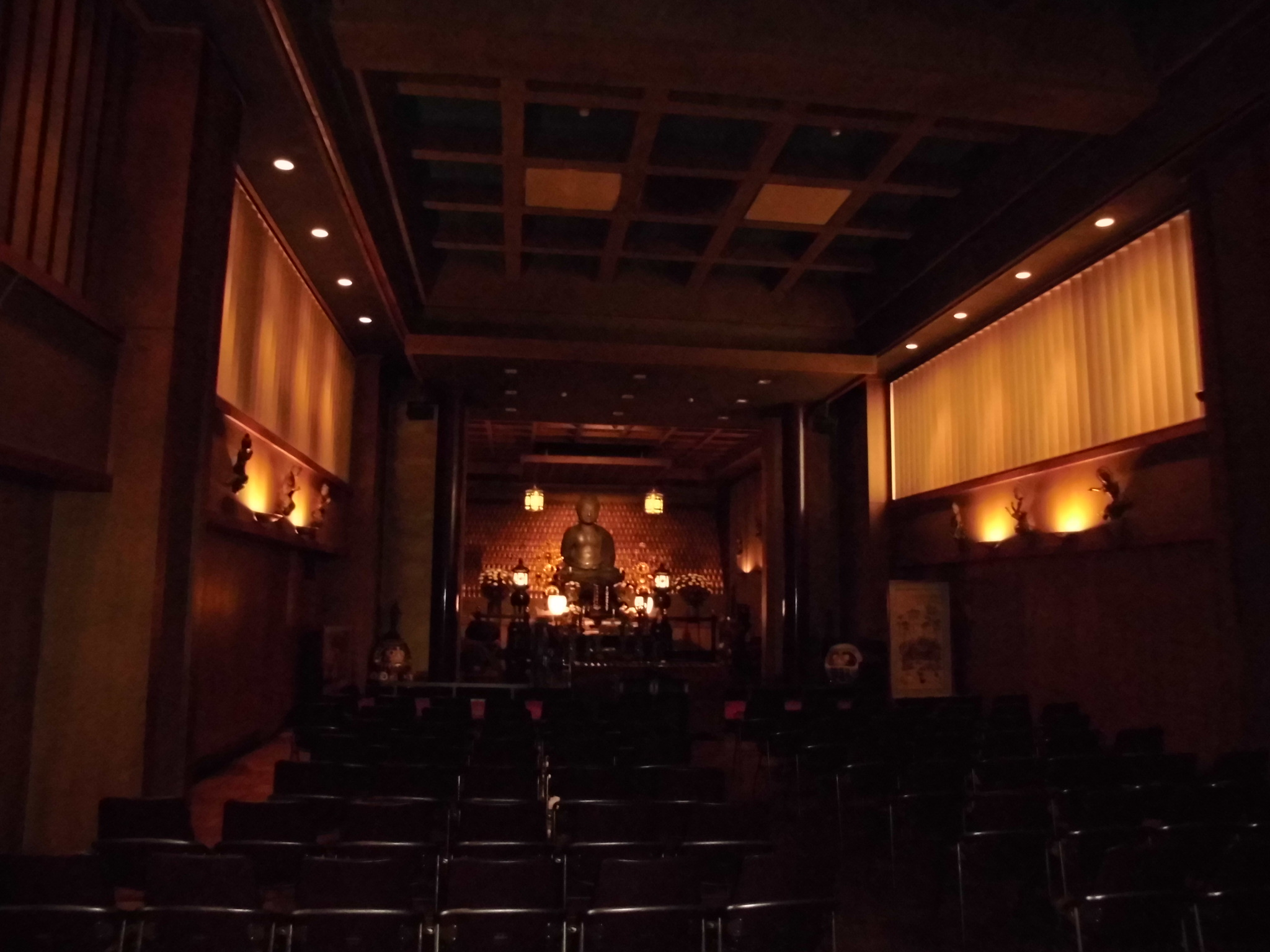
Nenbutsu-Halle mit Amida-Statue

Ekō-in (jap. 回向院, dt. „Halle der karmischen Verdienstübertragung“) ist ein buddhistischer Tempel der „Schule des Reinen Landes“ (Jōdo-shū) im Tokyoter Stadtviertel Ryōgoku. Der Name weist auf die karmische Barmherzigkeit des Amida (Amithaba) hin, die dieser allen Lebewesen zuteilwerden lässt (skr. Pariṇāmanā, jap. ekō).

## Geschichte
Am 2. März 1657 brach in Edo (heute Tokyo) der Meireki-Großbrand aus, der mehr als die Hälfte der Stadt in Asche aufgehen ließ und um die 100.000 Einwohner tötete. Da die meisten Opfer keinen überlebenden Angehörigen hatten, der die Bestattung wahrnehmen konnte, gab der Shogun Tokugawa Ietsuna am Ostufer des Sumida-Flusses ein Grundstück von rund 900 × 900 m frei, wo man die sterblichen Überreste beerdigte und einen „Grabhügel der Zehntausend“ (Banninzuka) errichtete. Mit der Leitung wurde der Priester Jun’yo Jōjin (遵誉上人) des Zōjō-Tempels (Zōjō-ji) beauftragt, der auch die Gedenk- und Tröstungszeremonien durchführte. Die von Jun’yo errichtete Anbetungshalle Ekō-in diente fortan der Seelentröstung all jener Lebewesen, die ohne Angehörige das Zeitliche segnen (無縁仏, muenbotoke), darunter neben Opfern von Katastrophen und Unfällen auch Hingerichtete und Tiere (Pferde, Hunde, Katzen, Vögel usw.).
1793 wurde hier auf Anordnung des mächtigen Reichsrates Matsudaira Sadanobu ein „Wasserkinder-Hügel“ (水子塚, mizukozuka) zur Bestattung und Tröstung der Seelen von Totgeburten und abgetriebenen Kindern errichtet. Dies gilt als Beginn der „Wasserkinder-Tröstungen“ (水子供養, mizuko-kuyō) in Japan.
Auch zogen Statuen der barmherzigen Kanzeon (Avalokiteshvara) sowie der Glücksgöttin Benzaiten die Bevölkerung an. Überdies wurden seit etwa Mitte der Edo-Zeit hier Statuen und Bilder aus anderen namhaften Tempeln, die als „Geheim-Buddhas“ (秘仏, 秘像, hibutsu, hizō) eingeschreint bzw. abgedeckt waren, für eine gewisse Zeit ausgeliehen und öffentlich gemacht. So sollen anlässlich der 60 Tage dauernden „Externen Vorhangsöffnung“ (出開帳, de-kaichō) des berühmten Buddhas aus dem Senkō-Tempel (Senkō-ji) von Nagano im Jahre 1778 mehrere Millionen Gläubige zum Tempel gepilgert sein.
Die Hauptgottheit des Ekō-in, ein sitzender Amida aus Bronze, stand einst vor der Haupthalle im Freien als sogenannter „Nass-Buddha“ (濡仏, nurebotoke). Sie wurde im Jahre 1705 von Kamaya Rokuemon (釜屋六右衛門, Spitzname Kamaroku) gegossen.

## Sumō
Im September 1785 fand im Areal des Tempels mit Erlaubnis der Regierung erstmals eine Sumō-Ringkampfveranstaltung zur Sammlung von Spenden statt. Fortan diente er als Ort für „Wohltätigkeitsringen“ (勧進相撲, kanjinzumo) in Edo. Zwischen 1833 und 1909 wurden alle Turniere Edos hier durchgeführt. Nach 1909 nutzte man die in der Nähe errichtete „Nationalsporthalle Ryōgoku“, die später durch das heute genutzte Gebäude ersetzt wurde. 1937 errichtete der Japanische Sumōverband im Tempelgelände einen „Krafthügel“ (力塚, chikarazuka) zum Gedenken an verstorbene Ringer.

## Grabstätten
Auf dem Gelände des Tempels finden sich Grabstätten bekannter Persönlichkeiten wie des Jōruri-Sängers und Begründers eines eigenen Stils Takemoto Gidayū (竹本義太夫, 1651–1714), des Schriftstellers und Ukiyo-e-Künstlers Santō Kyōden (山東京伝, 1761–1816) und des als „Kleiner Maus-Bub“ (Nezumi kozō) beliebten diebischen Volkshelden Nakamura Jirōkichi (鼠小僧次郎吉, 1797–1832).

## Gebäude
Die Tempelgebäude wurden im Laufe ihrer Geschichte durch die häufigen Brände in Edo mehrfach zerstört und wieder aufgebaut. Im 20. Jahrhundert verursachte das Große Kantō-Erdbeben 1923 schwere Schäden. Die Luftangriffe auf Tokyo gegen Ende des Zweiten Weltkriegs trieben den Tempel erneut in eine Existenzkrise.
Die jetzige, im Jahr 2013 fertiggestellte Anbetungshalle (念仏堂, nenbutsudō) wurde von dem Architekten Kawahara Yutaka (河原泰) in einem modernen Stil entworfen, der hier und dort die einstigen Formen zitiert.

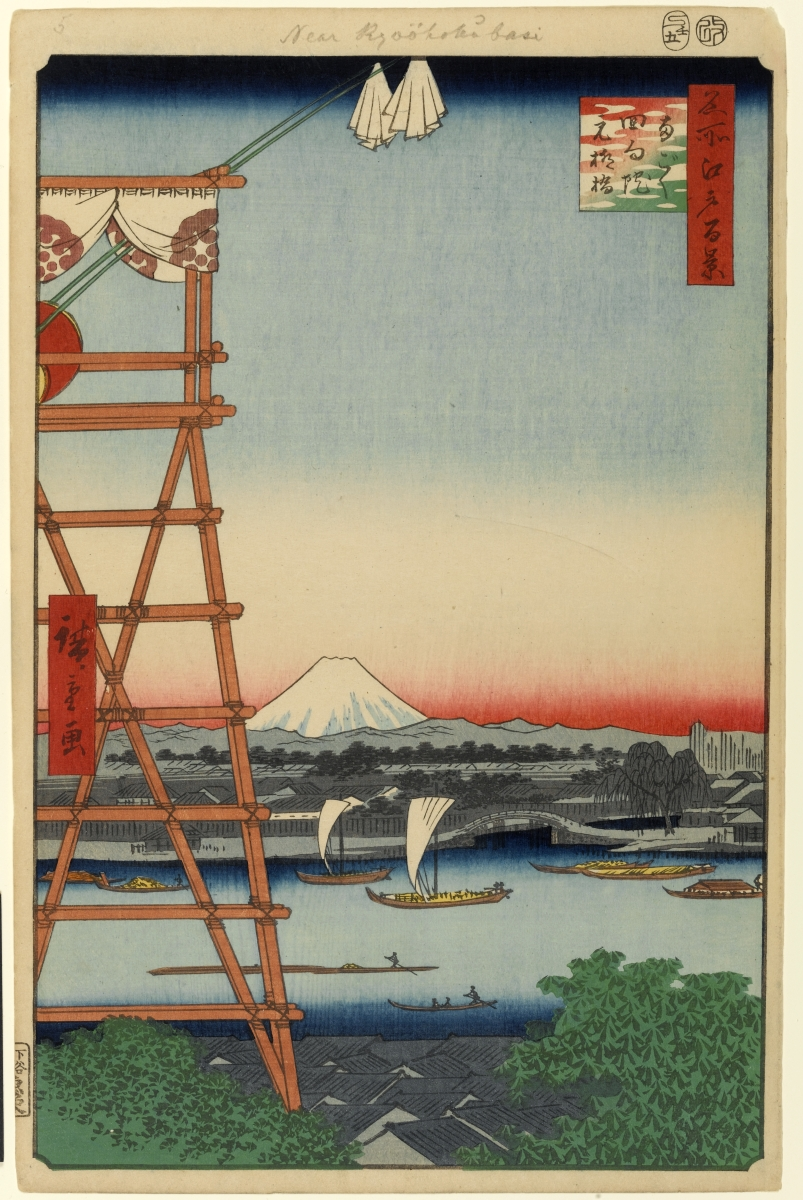
Sumō-Trommelturm im 19. Jahrhundert
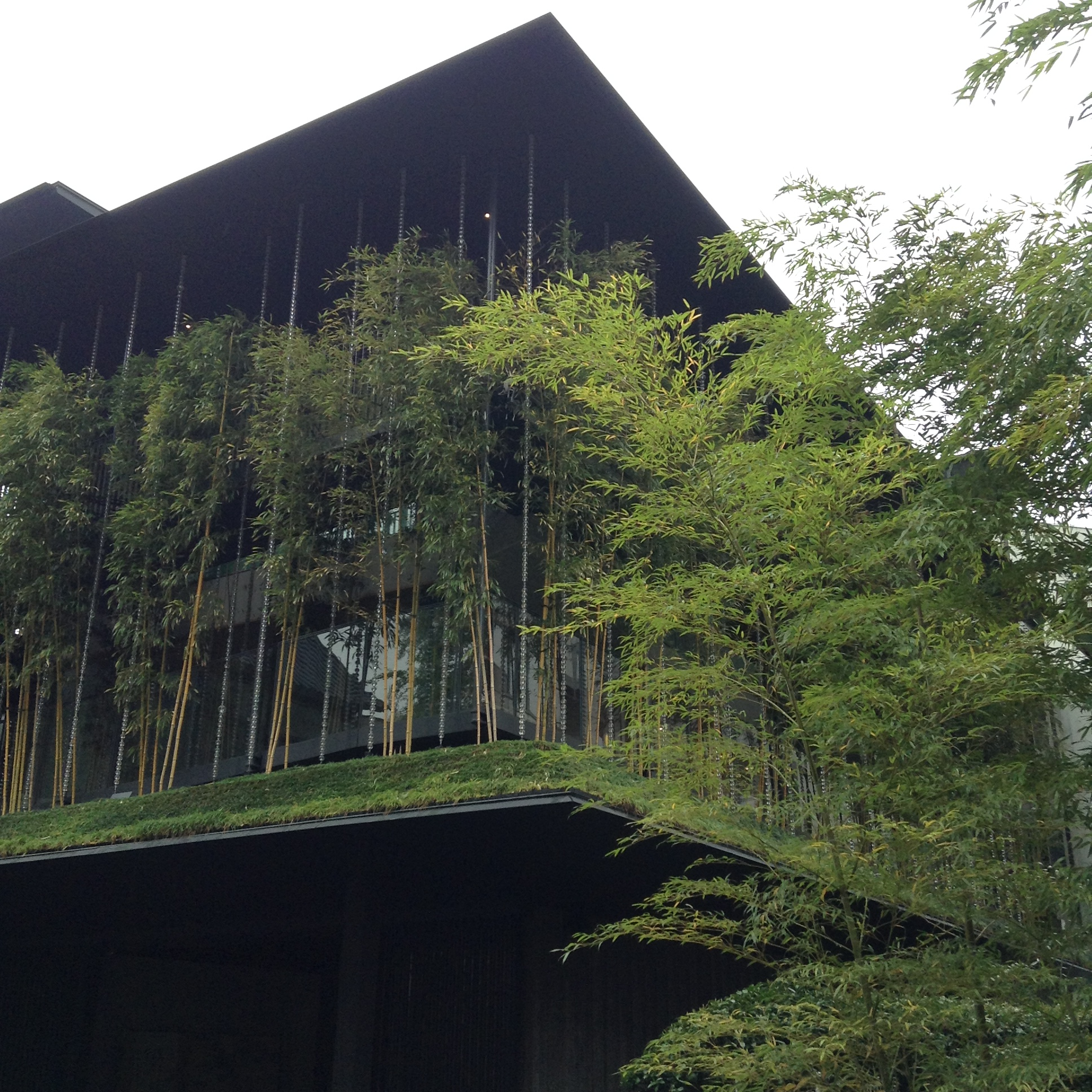
Nenbutsu-Halle von Kawahara Yutaka
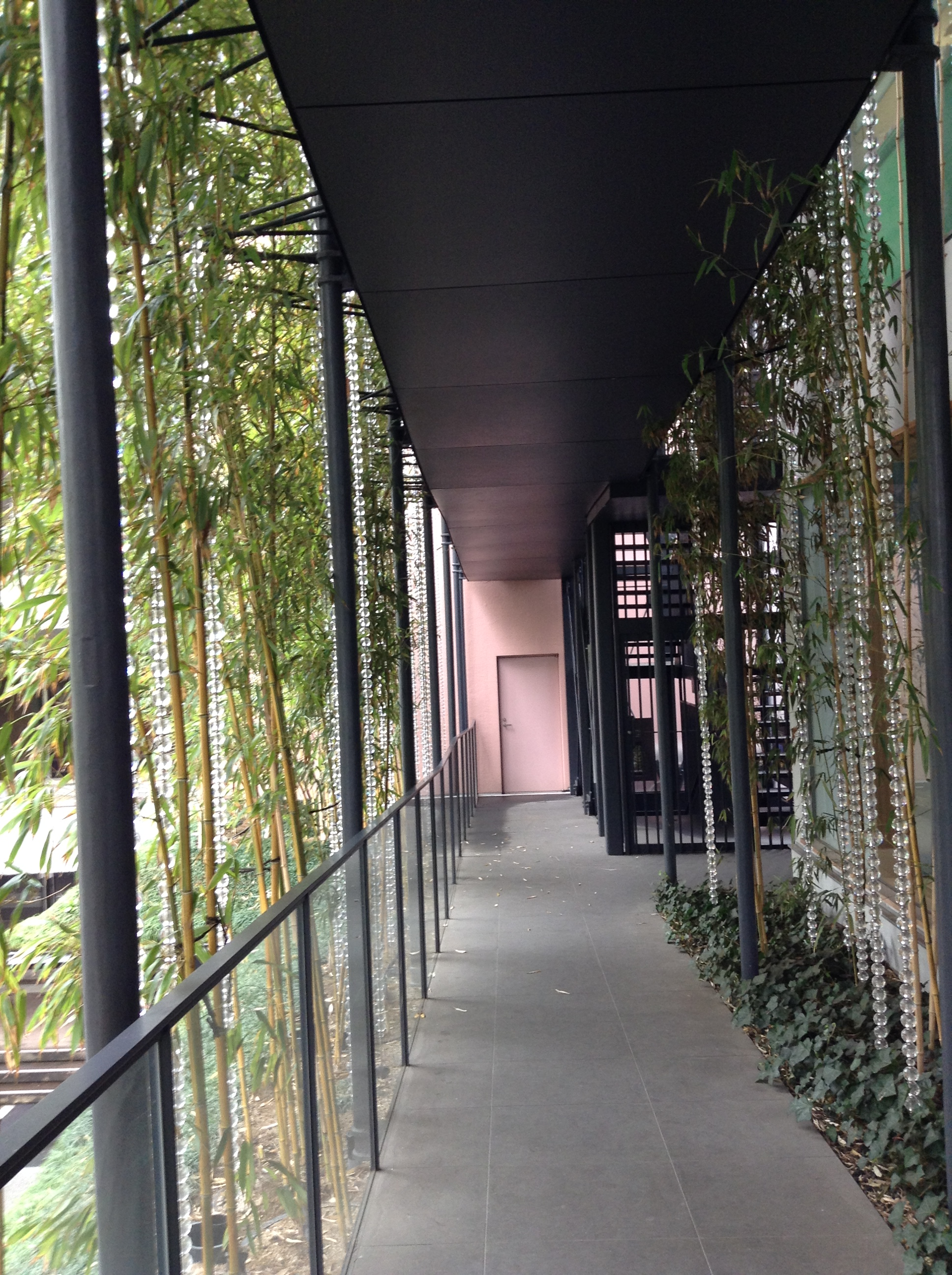
Gang im 1. Stock der Nenbutsu-Halle
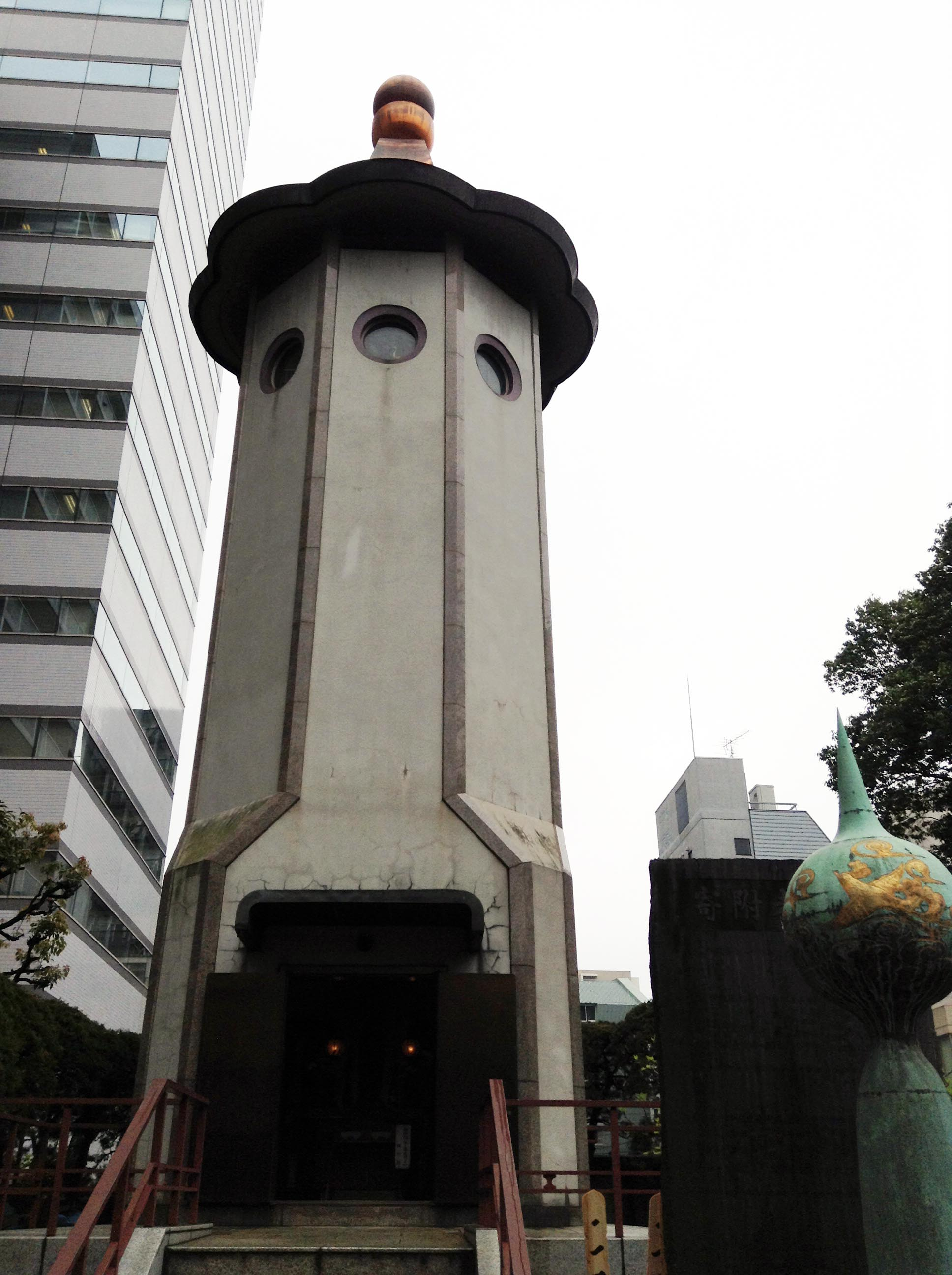
Halle der pferdeköpfigen Kannon (Batō-Kannon, skr. Hayagriva)
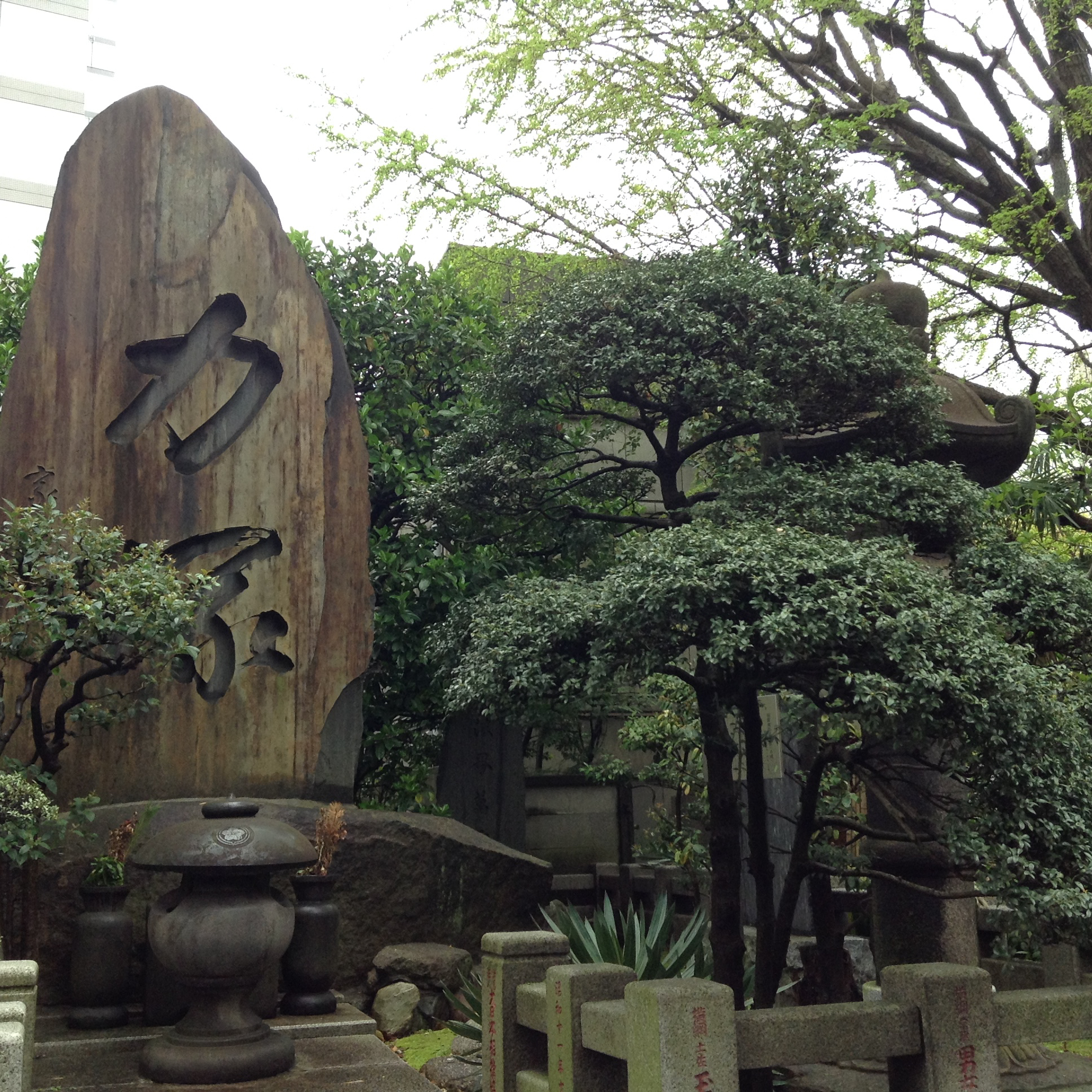
„Krafthügel“ (Chikarazuka) der Sumō-Gesellschaft aus dem Jahre 1937
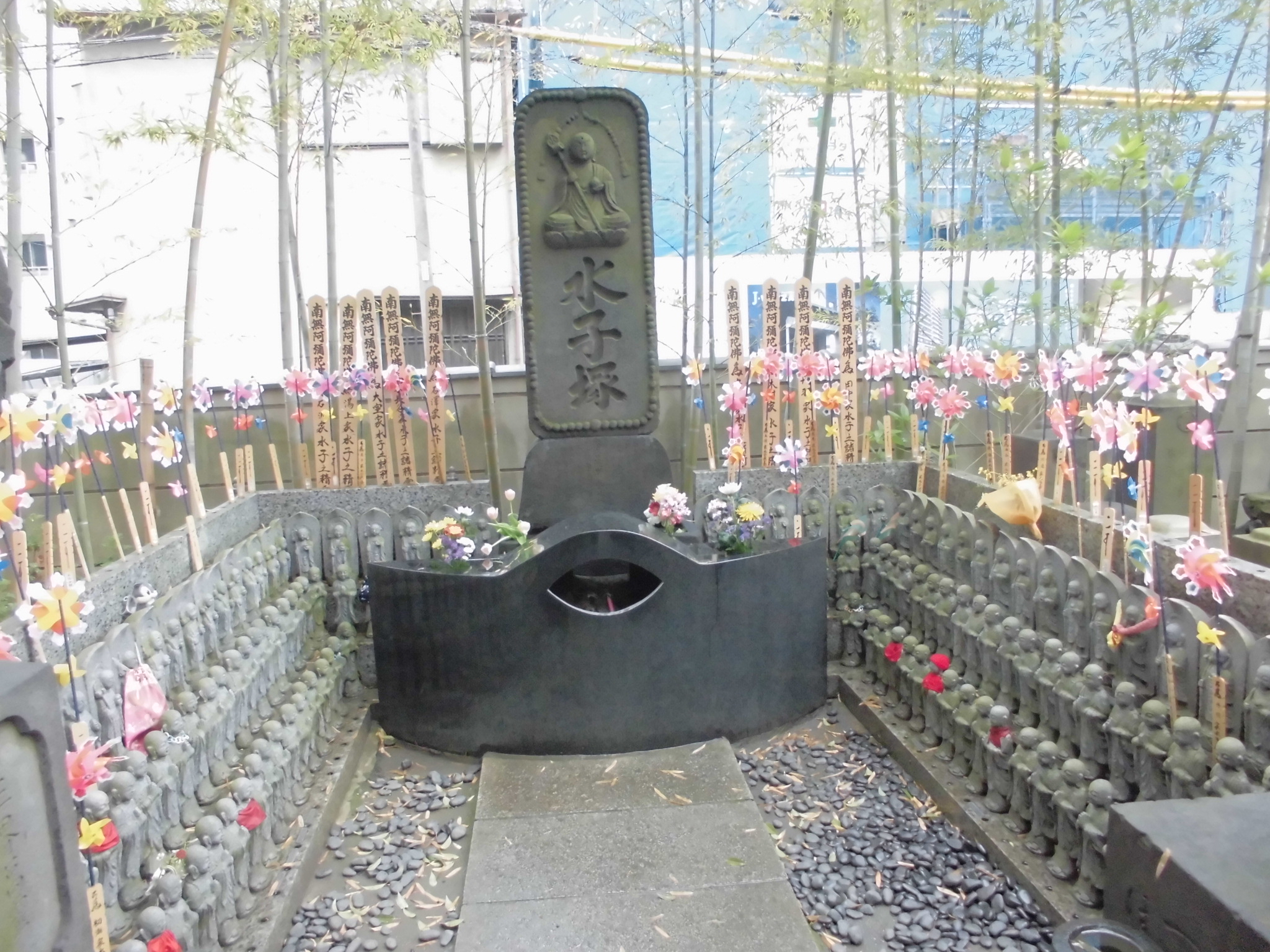
Monument zur Tröstung der Seelen von Totgeburten und abgetriebenen Kindern
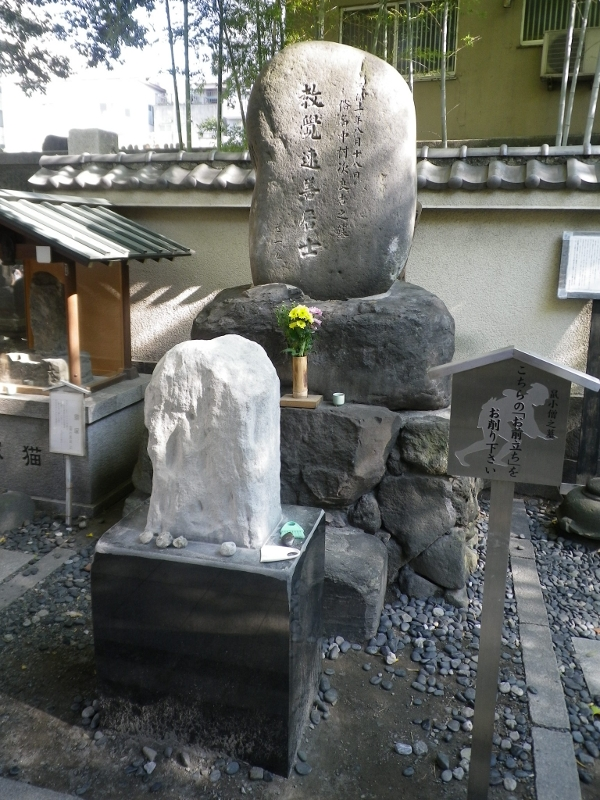
Grab des Volkshelden Nakamura Jirōkichi
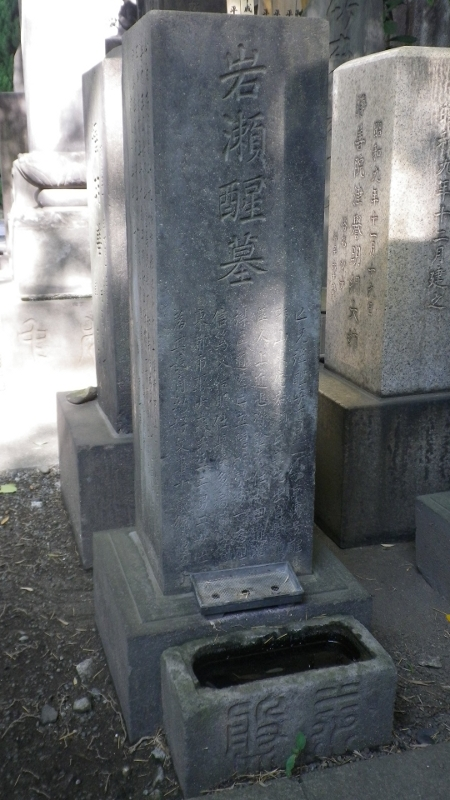
Grab des Schriftstellers und Ukiyo-e-Künstlers Santō Kyōden

## Belege und Anmerkungen
1. ↑  History of Ekoin. Ekōin website, archiviert vom Original am 27. April 2016; abgerufen am 15. April 2016.  Info: Der Archivlink wurde automatisch eingesetzt und noch nicht geprüft. Bitte prüfe Original- und Archivlink gemäß Anleitung und entferne dann diesen Hinweis.
2. ↑  im japanischen Kalender der 18. Tag des 1. Monats der Devise Meireki
3. ↑  Die Kunde von diesem Großbrand gelangte über das Tagebuch von Zacharias Wagener, der mit seiner Entourage die Katastrophe überlebte, nach Europa, wo sie durch die „Gedenkwaerdige Gesantschappen […] aen de Kaisaren wan Japan“ des Arnoldus Montanus verbreitet wurde.
4. ↑  Dieser Buddha gilt als der älteste überhaupt in Japan.
5. ↑  2013 stellte man zur Unterstützung der Opfer des Erdbebens und der Tsunami in Ostjapan (2011) erneut dieselbe Statue des Senkō-Tempels aus.
6. ↑  Aus der Serie 100 berühmte Ansichten von Edo von Utagawa Hiroshige. Von einem sehr ähnlichen Turm aus wird noch heute an jedem Turniertag der Beginn und Schluss der Kämpfe verkündet.